# 貓科宣言
《貓科宣言》，是蔡志忠的漫画。書裡拿猫当主人公，用格言警句阐述猫科时代的妙处。2009年出版。该书封面讲“以前20世纪是注重团队合作的犬科时代，现在21世纪是追求个人独立自主的猫科时代！”。于2009年4月18日签售，两小时签1000多本。